# Tasiocera halesus
Tasiocera halesus là một loài ruồi trong họ Limoniidae. Chúng phân bố ở miền Cổ bắc.